# Il bambino della domenica
Il bambino della domenica è una miniserie televisiva in due puntate, andata in onda domenica 18 e lunedì 19 maggio 2008 su Rai 1.
La regia è di Maurizio Zaccaro. La sceneggiatura è di Alessandro Pondi, Paolo Logli, Andrea Purgatori e Beppe Fiorello.

## Trama
Catania, 1999. Marcello La Spada (Beppe Fiorello) è un ragazzo cresciuto senza una famiglia, ma con una grande passione per la boxe attraverso la quale ha conosciuto il suo coach Nino (Maurizio Marchetti) che gli ha fatto da padre. Marcello è innamorato di Anna (Anita Caprioli), e ha come migliore amico Saro (David Coco), un ragazzo con aspirazioni decisamente diverse dalle sue, braccio destro del boss chiamato "Il Maestro" (Marcello Perracchio). Una sera, su ordine del boss, Saro provoca la morte della moglie del Maestro stesso e dell'amante di lei. Successivamente coinvolge Marcello nel trasporto di alcuni clandestini e, per difendere l'amico dal coltello di uno di loro, spara ad un uomo uccidendolo sotto gli occhi del figlio, spaventando a morte Marcello che si allontana mentre Saro viene arrestato.
Otto anni dopo, Marcello é un campione di boxe affermato e felicemente sposato con Anna. Ritrova Saro, appena uscito di prigione, ma non sa che l'amico é intenzionato a fargli terra bruciata, non perdonandogli di non averlo seguito nella scalata al crimine e ritenendolo responsabile del suo arresto. Il malvivente fa drogare l'acqua di Marcello per poter rendere invalida la sua vittoria all'incontro finale di un torneo di boxe e rovinandogli così la carriera. Marcello perde tutto, perde l'affetto di Anna che lo lascia e dello stesso Nino che non crede alla sua innocenza, iniziando a bere. Sempre più solo e sull'orlo dell'alcolismo e della depressione, il pugile conosce un bambino ospite di una sua vicina di nome Carmine (Riccardo Nicolosi); il bambino è un orfano e viene invitato ogni domenica dalla vicina di Marcello per dargli un po' di calore famigliare, ma un giorno la donna muore e Carmine chiede aiuto a Marcello, che di primo istinto rifiuta il bambino, ma in seguito decide di andarlo a trovare alla casa famiglia dove vive e lì, su insistenza di Suor Chiara (Vittoria Piancastelli), decide di provare a frequentare il bambino che si scopre in grado di parlare solo quando sta con lui.
Marcello, intanto, viene riavvicinato da Saro che lo coinvolge in incontri di boxe clandestina gestiti dal Maestro. Gli rivela inoltre che Carmine è il frutto della relazione clandestina della moglie del boss. Nonostante ciò, il rapporto con l'orfanello sta cambiando l'uomo che, con l'aiuto di Nino che l'ha riaccolto una volta scoperta la sua innocenza, ritrova la fiducia in sé stesso riuscendo non senza fatica a riavvicinarsi anche ad Anna. Decide così di tornare a combattere legalmente, nel tentativo di ricostruirsi una vita con Anna e Carmine, di cui vorrebbe l'affidamento. Nino cerca di fargli capire che sarà molto difficile ottenere l'affidamento del bambino, soprattutto visti i suoi precedenti e il suo legame con la banda del Maestro. Ma l'uomo é determinato a lasciarsi il passato alle spalle e riprende a combattere ad alti livelli recuperando, almeno in parte, la sua reputazione di campione.
Per Marcello arriva il momento di puntare al titolo italiano dei pesi mediomassimi, detenuto da un giovane di nome Karim. Saro e il Maestro continuano a tenerlo sotto scacco cercando anche di sfruttare la verità sulla nascita di Carmine e cercano di impossibilitarlo a combattere infortunandogli la mano sinistra, senza però riuscire a fermarlo. Con l'incontro alle porte Marcello, sapendo di giocarsi sul ring tutto ciò che possiede (la carriera da pugile, l'affidamento di Carmine, la speranza di vivere onestamente da uomo libero) decide di denunciare il Maestro e i suoi uomini al giudice Tancredi. Il giorno del match Anna e Carmine vengono prelevati dagli uomini del Maestro e Saro cerca di convincere Marcello a rinunciare all'incontro o a perderlo. Lo informa inoltre che Karim altri non è che il figlio dell'uomo da lui ucciso la notte in cui finì in prigione e che è cresciuto convinto che l'assassino di suo padre sia proprio Marcello.
La Spada sale comunque sul ring scoprendo che tra il pubblico ci sono anche Anna e Carmine. Nonostante la maggior esperienza, Marcello subisce la furia di Karim intenzionato ad ucciderlo sul ring per vendicarsi. Tra uno scambio di colpi e l'altro, Marcello cerca invano di convincere il giovane avversario della sua innocenza. Intanto, Tancredi compie un blitz proprio dove ha luogo l'incontro arrestando il Maestro. Il combattimento si fa sempre più duro e cruento per entrambi, finché Karim non ricorda quella notte, riconoscendo in Saro l'uomo che sparò a suo padre. L'incontro alla fine è vinto da Marcello, con i due pugili che si abbracciano a centro ring chiedendosi scusa a vicenda. Il nuovo campione viene festeggiato anche da Saro, sfuggito all'arresto. Questi sembra voglia congratularsi sinceramente con lui, ma avendo capito che è stato proprio Marcello a denunciare la banda, gli pianta un coltello nel fianco e si dà alla fuga, imbattendosi però in Karim che, ricorordando ormai distintamente il suo volto, gli si scaglia addosso, fermandolo.
Sono trascorsi alcuni anni: Marcello é sopravvissuto e ora allena Carmine, promettente pugile a cui ha dato il suo cognome e che lo chiama "papà".

## Curiosità
- Fiorello si è allenato per quattro mesi a Los Angeles da Freddy Roach che ha preparato a suo tempo Mike Tyson, e ha poi proseguito l'allenamento con Ennio Cibello.
- Le riprese si sono svolte tra Catania e Casablanca da ottobre a dicembre 2007 per un totale di 47 giorni di lavorazione.
- Nel ruolo di Karim recita Mouhamed Alì Ndiaye, un pugile professionista.